# Ruta Nacional 143 (Argentina)
La Ruta Nacional 143 es una carretera argentina, que se encuentra en las provincias de La Pampa y Mendoza. En su recorrido de 629 kilómetros une la Ruta Nacional 152 en el km 72, en el paraje Caranchos y la Ruta Nacional 40 en Pareditas. Entre el km 56 (empalme con la Ruta Provincial 20 a la altura de Chacharramendi) y el empalme con la Ruta Nacional 151 el camino es de tierra. El resto está asfaltado.

## Localidades
Las ciudades y pueblos por los que pasa esta ruta de sudeste a noroeste son las siguientes (los pueblos con menos de 5.000 habitantes figuran en itálica).

### Provincia de La Pampa
Recorrido: 304 km (kilómetro 0 a 304).
- Departamento Utracán: Chacharramendi (km 54).
- Departamento Limay Mahuida: Limay Mahuida (km 149).
- Departamento Chalileo: Santa Isabel (km 269).

### Provincia de Mendoza
Recorrido: 325 km (km 453 a 778).
- Departamento General Alvear: Carmensa (km 559) y General Alvear (km 579-581).
- Departamento San Rafael: Real del Padre (km 591), Villa Atuel (km 610), Salto de las Rosas (km 644), Rama Caída (km 662) y San Rafael (km 665-673).
- Departamento San Carlos: Pareditas (km 778).

## Historia
El 3 de septiembre de 1935 la Dirección Nacional de Vialidad difundió su primer esquema de numeración de rutas nacionales. En este esquema la Ruta 143 comenzaba en San Rafael hacia el sudeste hasta Santa Isabel y luego, desviándose de la traza actual seguía hacia el Este pasando por Victorica, Eduardo Castex, General Pico y Bernardo Larroudé, en el límite con la Provincia de Córdoba, siguiendo el trazado verde en el mapa adjunto.
Con la construcción del camino de tierra entre El Sosneado y Pareditas en 1948 se cambió la traza de la Ruta Nacional 40, con lo que el camino entre Pareditas y San Rafael se agregó a la Ruta Nacional 143.
El 4 de octubre de 1969 se inauguró el tramo de 36,5 km entre Metileo y Eduardo Castex permitiendo la unión de las dos ciudades más populosas de la Provincia de La Pampa por camino pavimentado: Santa Rosa y General Pico. El ancho de calzada era de 6,70 m.
El tramo de 404 km entre Santa Isabel y Bernardo Larroudé fue traspasado a jurisdicción provincial a través del Decreto Nacional 1595 del año 1979. Actualmente este tramo forma parte de las rutas provinciales 10, 102 y 1.
La nueva traza de la Ruta Nacional 143 en la provincia de La Pampa utiliza la antigua Ruta Provincial 21 desde el empalme con la Ruta Nacional 152 hasta Chacharramendi y la Ruta Provincial 20 desde esta localidad hasta la Ruta Nacional 151.
Los mojones kilométricos en Mendoza conservan los valores originales, por lo que en el límite entre ambas provincias se puede apreciar un salto (de km 304 se pasa a km 453). En 2014 comenzó la obra del acceso Norte que modificará la traza de ingreso vehicular desde la Ruta Nacional 143 a la ciudad de San rAFAEL y se conectará en un futuro nudo vial con la Ruta Nacional 146. inaugurada al año siguiente.